# Jean Anthelme Brillat-Savarin
Jean Anthelme Brillat-Savarin (* 1. April 1755 in Belley, Département Ain; † 2. Februar 1826 in Paris) war ein französischer Schriftsteller und einer der bedeutendsten Gastrosophen.

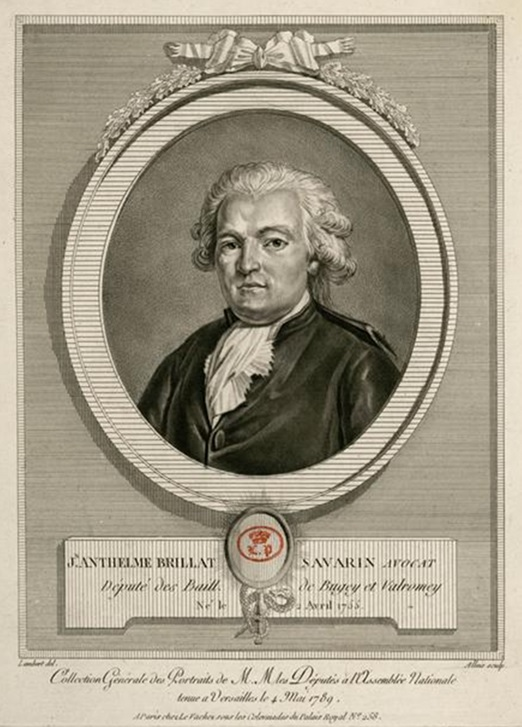
Jean Anthelme Brillat-Savarin

## Leben
Brillat-Savarin wurde als ältestes von acht Kindern geboren. Er studierte Rechtswissenschaften in Dijon, belegte aber auch Medizin und Chemie. Er war von Beruf Richter. 1789 war er für den Dritten Stand in die Versammlung der Generalstände von 1789 gewählt worden. Während der Terrorherrschaft emigrierte er und lebte im Jahr 1794 in Moudon und Lausanne in der Schweiz, sowie in London, und dann zwei Jahre lang unter sehr entbehrungsreichen Umständen in New York (wo er auch Philadelphia und Hartford (Connecticut) in den Vereinigten Staaten besuchte). Er kehrte nach Europa im Jahre 1796 zurück. Nach dem Staatsstreich des 18. Brumaire VIII im Herbst des Jahres 1799 wurde er Richter am Kassationshof. Sein Amt ließ ihm ausreichend Zeit, sich seiner eigentlichen Leidenschaft, der Kochkunst, zu widmen, über die er mehrere Werke verfasste.
Das bekannteste seiner Werke ist Physiologie du Goût (deutsch Physiologie des Geschmacks), 1826 erschienen, 1865 ins Deutsche übersetzt, an dem er 25 Jahre lang gearbeitet haben soll. Darin geht es nicht nur um die Zubereitung exquisiter Speisen, sondern grundsätzlich um sehr geistvolle Theorien zu Tafelfreuden, eine Art Lebenslehre.
Mit seinem Buch begründete Brillat-Savarin eine neue Form des Schreibens über Essen und trug in Europa wesentlich zur Weiterentwicklung der Kochkunst bei.
Berühmt sind seine Aphorismen wie beispielsweise „Ein echter Feinschmecker, der ein Rebhuhn verspeist hat, kann sagen, auf welchem Bein es zu schlafen pflegte“ oder „Ein Dessert ohne Käse ist wie eine einäugige Schönheit“. 1826 schrieb er „Das Schicksal der Völker wird von der Art ihrer Ernährung bestimmt [...]. Sage mir, was du ißt, und ich sage dir, wer du bist“.
Ihm zu Ehren tragen eine Reihe von Speisen seinen Namen, beispielsweise der Savarin, aber auch ein mit Trüffelscheiben und Schnepfenwürfeln gefülltes Omelett oder mit Schnepfenauflaufmasse gefüllte Tartelettes, die mit einer Kraftsauce mit Wildessenz zu Wild- und Geflügelgerichten serviert werden. Ebenso trägt ein mildwürziger, extra-cremiger Käse den Namen Brillat-Savarin.

## Schriften

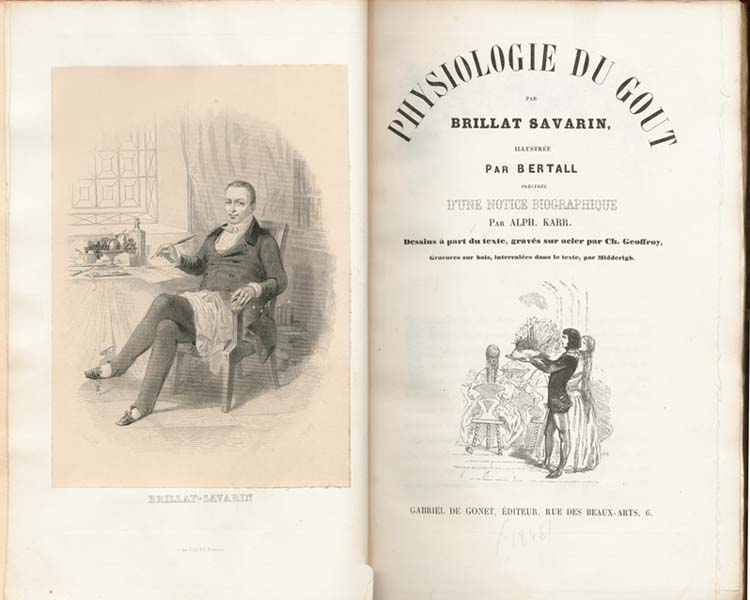
Deckblatt der Physiologie du goût mit einem Porträt Brillat-Savarins (1848)

- Physiologie du Goût (1826). Deutsch von Hans Eckart Rübesamen: Physiologie des Geschmacks. Eingeleitet von Walther Kiaulehn, Heyne, München 1976 (= Heyne ex libris, 9).
- Physiologie des Geschmacks oder Betrachtungen über transzendentale Gastronomie. München, G.Müller, 1913; 2 Bände.
- Physiologie des Geschmacks oder Betrachtungen über das höhere Tafelvergnügen : mit Holzschnitten der Ausgabe von 1864. Ausgew., übers. und eingeleitet von Emil Ludwig.  Erste Aufnahme in der DNB Physiologie des Geschmacks oder Physiologische Anleitung zum Studium der Tafelgenüsse. Übers. u. mit Anmerkungen versehen von Carl Vogt, Braunschweig : Vieweg, 1865 (1878, 4. Auflage); Reprint der Erstauflage Leipzig 1983.

## Brillat-Savarin-Plakette
Nach ihm wurde die Brillat-Savarin-Plakette benannt, die von der FBMA-Stiftung als Auszeichnung an Gastronomen verliehen wird.